# Yonkoma
Yonkoma manga (4コマ漫画 "fire billede manga", eller kort 4-koma) er et format for tegneseriestriber med fire lige store billeder, oftest i lodret nedadgående rækkefølge. Afhængig af publikationen de bliver udgivet i, kan der dog også af og til være eksempler med en 2×2 opstilling, der så læses fra højre mod venstre. Yonkoma kan offentliggøres enkeltvis i f.eks. aviser, men de mere populære offentliggøres typisk flere sammen over 6-8 sider som kapitler i mangamagasiner for senere at blive samlet i bind. De enkelte yonkoma vil typisk have en afsluttende pointe, men ved at bringe flere sammen kan de også bruges til at fortælle små historier.
Ordet yonkoma kommer fra japansk, men stilen forekommer også udenfor Japan i de asiatiske lande og på det engelsksprogede marked.

## Oprindelse
Den første yonkoma blev lavet af Rakuten Kitazawa (der skrev under navnet Yasuji Kitazawa) i 1902. Den blev kaldet Jiji Manga og formodes inspireret af Frank Arthur Nankivell og Frederick Burr Opper.

## Struktur
Traditionelt følger yonkoma en struktur kendt som Kishoutenketsu. Ordet er en sammensætning af følgende fire kanji:
- Ki: Det første billede etablerer historiens basis og sætter scenen for den.
- Shou: Det andet billede udvikler historien på grundlag af det første billedes historieetablering.
- Ten: Det tredje billede er klimaks, hvor der sker en uforudset udvikling.
- Ketsu: Det fjerde billede rummer konklusionen eller pointen med resultatet af udviklingen i det tredje billede.[1]

## Brug
Yonkoma forekommer i stort set alle slags publikationer i Japan, inklusive mangamagasiner, aviser, magasiner om spil og madlavning osv. Den enkelte yonkoma har som nævnt ofte en afsluttende pointe, men løbende udgivelser giver dog også mulighed for fortsættende historier. Nogle yonkoma beskæftiger sig også med alvorlige emner, men de fleste gør det dog med humor. Nogle almindelige mangaer bruger også af og til yonkoma som bonusmateriale, typisk ved afslutning af kapitler eller bind som en ikke-kanonisk vittighed til at supplere historien med. Modsat er der så også eksempler på yonkoma-serier, der supplerer med kapitler i mere traditionel mangaaform.
En del serier har også dannet basis for animeserier, heriblandt de nedenstående eksempler. Omsættelsen kan dog til tider være lidt af en udfordring med de i sagens natur hyppige pointer og korte kapitler, der skal forsøges kædet sammen i de typiske 25 minutters afsnit. Lykkes det kan det dog medføre stor popularitet for både anime og manga, sådan som det er sket for f.eks. Lucky Star og K-On!.

## Eksempler på Yonkoma-manga
- A Channel
- Azumanga Daioh – Populariserede den del af genren, der fokuserer på en gruppe af skoleelever, typisk piger, og deres ikke helt regelrette lærer.
- GA Geijutsuka Art Design Class
- Hidamari Sketch – Oversat til engelsk som Sunshine Sketch.
- K-On!
- Kill Me Baby
- Lucky Star
- Seitokai Yakuindomo
- Working!!